# RKV FC Sithoc
RKV FC Sithoc ist ein Fußballverein aus Willemstad auf der Insel Curaçao und spielt in der Saison 2015 in der Sekshon Pagá, der höchsten Spielklasse des nationalen Fußballverbands von Curaçao. Der Verein ist neunfacher Gewinner der Sekshon Pagá und gewann achtmal die Kopa Antiano.

## Erfolge
- Kopa Antiano[2]

Meister: 1961, 1962, 1990/91, 1991, 1992, 1993, 1995/96, 1998/99
- Sekshon Pagá[3]

Meister: 1960/61, 1961/62, 1986, 1989, 1990/91, 1991, 1992, 1993, 1995/96